# E373 (trasa europejska)
E373 – oznaczenie europejskiej trasy łącznikowej (kategorii B), biegnącej przez wschodnią Polskę i północną Ukrainę.
E373 zaczyna się w Piaskach, na węźle Piaski Wschód, odbijając od trasy europejskiej E372, która biegnie w stronę Lublina (wspólny odcinek dróg ekspresowych S12 i S17). Dalej E373 pokrywa się z przebiegiem drogi krajowej nr 12 przez Chełm do przejścia granicznego Dorohusk - Jagodzin na granicy polsko-ukraińskiej. Na terenie Ukrainy E373 wytyczono śladem drogi międzynarodowej M07 przez Kowel, Sarny i Korosteń do Kijowa, gdzie łączy się z trasami E40 i E95.
Ogólna długość trasy E373 wynosi 563 km, z tego 68 km w Polsce, a 495 km na Ukrainie.

## Historia
E373 utworzono w 1995 roku, jako arterię o przebiegu relacji Lublin – Kowel – Łuck – Równe. W 1999 roku dokonano zmiany przebiegu i od tamtej pory trasa kończy się w Kijowie.